# Sokrat Sholastik
Sokrat Sholastik ali Sokrat iz Konstantinopla (grško Σωκράτης ὁ Σχολαστικός, 380 pr. n. št., po 439) je bil krščanski cerkveni zgodovinar iz Konstantinopla in sodobnik Sozomena in Teodereta. 
Je avtor Cerkvene zgodovine (Historia Ecclesiastica, Ἐκκλησιαστική Ἱστορία), ki zajema zgodovino poznega antičnega krščanstva v letih 305–439.

## Življenje
Rodil se je v Konstantinoplu. Tudi v starih časih je bilo malo znano o njegovem življenju, znano je le tisto, kar se lahko razbere iz zapisov v njegovi Cerkveni zgodovini, ki se razlikuje od Cerkvene zgodovine Evzebija Cezarejskega posebej pri poudarjanju vloge cesarja pri cerkvenih zadevah ter posvetne in cerkvene zgodovine.
Sokratova učitelja sta bila, kot je zapisano v njegovih predgovorih, slovničarja Heladij Cezarejski in Amonij Gramatikus, ki sta prišla v Konstantinopel iz Aleksandrije, kjer sta bila poganska duhovnika. Upor, ki je spremljal napad na poganske templje, ju je prisilil, da sta pobegnila. V napadu, ki je bil okoli 391, je bil razdejan Serapeum in uničena knjižnica.
Da je imel Sokrat pozneje korist po poučevanju sofista Troilusa, ni dokazano. Sokratov natančen poklic ni znan, čeprav je iz njegovega dela mogoče sklepati, da je bil laik.
V poznejših letih je potoval in med drugimi mesti obiskal Paflagonijo in Ciper. 

## Cerkvena zgodovina
Zgodovina zajema obdobje od leta 305 do 439. Strokovnjaki menijo, da je bila končana leta 439 ali kmalu zatem, vsekakor pa med vladanjem cesarja Teodozija II., to je pred 450. Namen zgodovine je bil nadaljevati delo Evzebija Cezarejskega. V preprostem grškem jeziku so opisane izkušnje cerkve od časa Konstantina Velikega do pisateljevega časa. V ospredju so cerkvena razhajanja, saj takrat, ko je v cerkvi mirno, nima zgodovinar o čem pisati (7.48.7). V predgovoru k 5. knjigi Sokrat brani ukvarjanje z arijanstvom in političnimi dogodki poleg pisanja o cerkvi.
Cerkvena zgodovina je eden redkih virov o Hipatiji, matematičarki in filozofinji iz Aleksandrije.
Sokratovo poročilo je v mnogih pogledih dobro uravnoteženo. Bil je previden, ni uporabljal hiperboličnih naslovov, ko se je skliceval na ugledne osebnosti v cerkvi in državi.
Pogosto se domneva, da je bil privrženec novacijanstva. To temelji na tem, da navaja veliko podrobnosti o novacijancih, o njih govori z velikodušnimi besedami, tako kot o arijancih in drugih skupinah. O sebi govori kot pripadniku cerkve. 
Sokrat trdi, da dolguje spodbudo za pisanje svojega dela nekemu Teodorusu, ki se pojavi v predgovoru druge knjige kot "sveti človek božji" in zdi se, da je bil menih ali eden višjih duhovnikov. Takratna zgodovinarja Sozomen in Teoderet sta povezana s Sokratom v zbirki 6. stoletja, ki je imela nepojasnjene razlike do pred kratkim, ko so se njihove posamezne upodobitve vrste krščanskih cesarjev razlikovale med seboj in so bile v nasprotju z delom Hartmuta Leppina Von Constantin dem Grossen zu Teodozij II. (Göttingen 1996).

### Izdaje in prevodi
Cerkveno zgodovino je v grščini uredil Robert Estienne na podlagi Codexa regiusa 1443 (Pariz, 1544); prevod v latinščino Johannesa Christophorsona (1612) je pomemben za njeno različico branja. Temeljno zgodnjo sodobno izdajo pa je pripravil Henricus Valesius (Henri Valois) (Pariz, 1668), ki uporablja Codex regius, Codex Vaticanus in Codex Florentinus ter tudi posredno tradicijo Teodorusa Lektorja (Codex Leonis Alladi).
Besedilo je bilo popravljeno v Patrologia graeca, zvezek 67 (na spletni strani documentacatholicaomnia.eu.
Novo kritično izdajo besedila je uredil G. C. Hansen in je bila objavljena v seriji Die Griechischen Christlichen Schriftsteller (Berlin, Akademie Verlag) 1995.
Angleški prevod A. C. Zenosa je bil objavljen v Nicene and Post-Nicene Fathers, 2. serija, 2. zvezek. Uredila Philip Schaff in Henry Wace. (Buffalo, NY: Christian Literature Publishing Co., 1890) (spletne izdaje: newadvent.org ccel.orgmunseys.com).
Pred kratkim je bila Sokratova Zgodovina objavljena v štirih dvojezičnih zvezkih Pierra Maravala v zbirki Sources Chrétiennes.